# باشاك دميرتاش
باشاك دميرطاش ( بالتركية Başak Demirtaş ) (ولدت في 12 أغسطس 1977،  ديار بكر ) هي زوجة الزعيم السابق لحزب الشعب الديمقراطي صلاح الدين دميرطاش ، ومعلمة وكاتبة تركية.
ولدت ونشأت في منطقة sur في ديار بكر . وفي المقابلة التي أجراها مع صحيفة جمهوريت بعد اعتقال زوجها في عام 2016، قال إن ما عاشتها يذكره بطفولته: "لقد أخذوا والدي في عام 1982. كنا في ديار بكر وجاءت الشرطة لاعتقال والدي عند منتصف الليل.
تذهب باشاك دميرطاش بانتظام من ديار بكر إلى أدرنة لزيارة زوجها. وقال في حديثه لبي بي سي إنه حاول أن يكون صوت زوجته في الانتخابات الرئاسية التركية لعام 2018، والتي خاض فيها الانتخابات كمرشح عن حزب الشعوب الديمقراطي. ألقى صلاح الدين دميرتاش خطاب حملته الانتخابية في 6 يونيو 2018، من خلال الاتصال بهاتف زوجته من السجن.
التقى بمقرر الاتحاد الأوروبي كاتي بيري في عام 2018 للدعوة إلى إطلاق سراح زوجته. قام بحملة لإدراج السجناء السياسيين في نطاق القانون الذي من شأنه إطلاق سراح آلاف السجناء خلال جائحة كوفيد -19 . وحضرت مؤتمر اتحاد "التحالف التقدمي" الذي عقد في ستوكهولم عام 2019 وحصلت نيابة عنه على جائزة الشجاعة السياسية الممنوحة لزوجها صلاح الدين دميرطاش. وفي يونيو 2020، أصبحت هدفًا للتحرش الجنسي من خلال حساب على تويتر. هذا الحدث؛ وقد أدانته بشدة جميع الأحزاب السياسية والمدافعين عن حقوق الإنسان والسياسيات في البلاد. استقال من التدريس في سبتمبر 2020 بسبب عدم اليقين بشأن جدول زيارات السجن بعد كوفيد-19 .

## الحياة الشخصية
تزوجت من صلاح الدين دميرطاش عام 2002 وأنجبت منه ابنتان.

## مصدر
1. 1 2 3  Haber.com (بالتركية), Mayıs 2006, QID:Q85971100 {{استشهاد}}: تحقق من التاريخ في: |publication-date= (help)
2. ↑   https://www.internethaber.com/selahattin-demirtas. {{استشهاد ويب}}: |url= بحاجة لعنوان (مساعدة) والوسيط |title= غير موجود أو فارغ (من ويكي بيانات) (مساعدة)
3. ↑  "İstanbul'da 'eşler' buluşması: Demirtaş, İmamoğlu ve Kılıçdaroğlu bir araya geldi". Diken. 17 Ağustos 2019. مؤرشف من الأصل في 20 Ağustos 2019. اطلع عليه بتاريخ 5 Şubat 2023. {{استشهاد ويب}}: تحقق من التاريخ في: |تاريخ الوصول=، |تاريخ=، و|تاريخ أرشيف= (مساعدة)
4. ↑  Gall (31 Temmuz 2018). "Erdogan's Most Charismatic Rival in Turkey Challenges Him, From Jail" (بالإنجليزية الأمريكية). ISSN:0362-4331. Archived from the original on 8 Şubat 2019. Retrieved 13 Mart 2019. {{استشهاد بخبر}}: تحقق من التاريخ في: |تاريخ الوصول=, |تاريخ=, and |تاريخ أرشيف= (help) and الوسيط غير المعروف |موسوعة= تم تجاهله (help)
5. ↑  "Through his wife's eyes: The night Selahattin Demirtaş was arrested". مؤرشف من الأصل في 1 Aralık 2016. اطلع عليه بتاريخ 13 Mart 2019. {{استشهاد ويب}}: تحقق من التاريخ في: |تاريخ الوصول= و|تاريخ أرشيف= (مساعدة) والوسيط غير المعروف |موسوعة= تم تجاهله (مساعدة)
6. ↑  "Jailed HDP candidate Demirtaş makes campaign speech through wife's phone - Turkey News" (بİngilizce). Archived from the original on 17 Haziran 2018. Retrieved 13 Mart 2019. {{استشهاد ويب}}: تحقق من التاريخ في: |تاريخ الوصول= and |تاريخ أرشيف= (help) and الوسيط غير المعروف |موسوعة= تم تجاهله (help)صيانة الاستشهاد: لغة غير مدعومة (link)
7. ↑  "EP Rapporteur Kati Piri visits HDP and the Demirtas family" (بİngilizce). Archived from the original on 31 Ağustos 2019. Retrieved 13 Mart 2019. {{استشهاد ويب}}: تحقق من التاريخ في: |تاريخ الوصول= and |تاريخ أرشيف= (help) and الوسيط غير المعروف |موسوعة= تم تجاهله (help)صيانة الاستشهاد: لغة غير مدعومة (link)
8. ↑  "Wife of imprisoned Kurdish leader urges release of political prisoners in Turkey". مؤرشف من الأصل في 21 Mart 2020. اطلع عليه بتاريخ 16 Nisan 2020. {{استشهاد ويب}}: تحقق من التاريخ في: |تاريخ الوصول= و|تاريخ أرشيف= (مساعدة) والوسيط غير المعروف |موسوعة= تم تجاهله (مساعدة)
9. ↑  "Turkey to free thousands of prisoners due to coronavirus pandemic". مؤرشف من الأصل في 14 Nisan 2020. اطلع عليه بتاريخ 16 Nisan 2020. {{استشهاد ويب}}: تحقق من التاريخ في: |تاريخ الوصول= و|تاريخ أرشيف= (مساعدة) والوسيط غير المعروف |موسوعة= تم تجاهله (مساعدة)
10. ↑  "Jailed Kurdish leader Demirtaş receives international award for political courage" (بİngilizce). Archived from the original on 17 Kasım 2019. Retrieved 30 Eylül 2020. {{استشهاد ويب}}: تحقق من التاريخ في: |تاريخ الوصول= and |تاريخ أرشيف= (help) and الوسيط غير المعروف |موسوعة= تم تجاهله (help)صيانة الاستشهاد: لغة غير مدعومة (link)
11. ↑  "Sexual threat against HDP leader's wife backfires as Turks rally around women" (بİngilizce). 20 Haziran 2020. Archived from the original on 20 Haziran 2020. Retrieved 21 Temmuz 2020. {{استشهاد ويب}}: تحقق من التاريخ في: |تاريخ الوصول=, |تاريخ=, and |تاريخ أرشيف= (help) and الوسيط غير المعروف |موسوعة= تم تجاهله (help)صيانة الاستشهاد: لغة غير مدعومة (link)
12. ↑  "Turkish police release man who threatened top politician's wife" (بİngilizce). Archived from the original on 9 Temmuz 2020. Retrieved 21 Temmuz 2020. {{استشهاد ويب}}: تحقق من التاريخ في: |تاريخ الوصول= and |تاريخ أرشيف= (help) and الوسيط غير المعروف |موسوعة= تم تجاهله (help)صيانة الاستشهاد: لغة غير مدعومة (link)
13. ↑  "Former HDP co-chair Demirtaş's wife quits teaching job as COVID-19 prison visitation schedule hinders work". 16 Eylül 2020. مؤرشف من الأصل في 21 Eylül 2020. اطلع عليه بتاريخ 16 Kasım 2020. {{استشهاد ويب}}: تحقق من التاريخ في: |تاريخ الوصول=، |تاريخ=، و|تاريخ أرشيف= (مساعدة) والوسيط غير المعروف |موسوعة= تم تجاهله (مساعدة)
14. ↑  "Demirtas: From prison to the palace?". مؤرشف من الأصل في 27 Haziran 2018. اطلع عليه بتاريخ 13 Mart 2019. {{استشهاد ويب}}: تحقق من التاريخ في: |تاريخ الوصول= و|تاريخ أرشيف= (مساعدة) والوسيط غير المعروف |موسوعة= تم تجاهله (مساعدة)
15. ↑  France-Presse (8 Haziran 2015). "Turkey election 2015: Kurdish Obama is the country's bright new star" (بالإنجليزية البريطانية). ISSN:0261-3077. Archived from the original on 28 Ocak 2019. Retrieved 13 Mart 2019. {{استشهاد بخبر}}: تحقق من التاريخ في: |تاريخ الوصول=, |تاريخ=, and |تاريخ أرشيف= (help) and الوسيط غير المعروف |موسوعة= تم تجاهله (help)